# Мала Тихвіна
Мала Ти́хвіна (рос. Мала Тихвина) — присілок у складі Ялуторовського району Тюменської області, Росія.
Населення — 86 осіб (2010, 100 у 2002).
Національний склад станом на 2002 рік:
- росіяни — 93 %